# Маитри
Маитри — индийская антарктическая станция. Основана в 1989 году (вторая станция Индии после Дакшин-Ганготри), названа в честь Майтрея.
Маитри находится на территории антарктического оазиса Ширмахера в нескольких километрах к северо-западу от российской антарктической станции Новолазаревская
Маитри — круглогодичная станция, на ней проводятся биологические, гляциологические и метеорологические исследования. Персонал в среднем составляет около 25 человек. На станции также установлен телескоп.
Индия с 1983 года активно участвует в антарктических научных исследованиях, а станция Маитри является её основным научным форпостом в регионе. В 2007 году в Дели была проведена консультативная встреча по соблюдению договора об Антарктике.